# Аппер-Маканджі Тауншип (Пенсільванія)
Аппер-Маканджі Тауншип (англ. Upper Macungie Township) — селище (англ. township) в США, в окрузі Лігай штату Пенсільванія. Населення — 26 377 осіб (2020).

## Демографія
Згідно з переписом 2010 року, у селищі мешкали 20 063 особи в 7368 домогосподарствах у складі 5497 родин. Було 7843 помешкання
Расовий склад населення:
| - 85,0 % — білих - 9,0 % — азіатів - 2,7 % — чорних або афроамериканців - 0,1 % — корінних американців - 1,4 % — осіб інших рас |

До двох чи більше рас належало 1,8 %. Частка іспаномовних становила 4,9 % від усіх жителів.
За віковим діапазоном населення розподілялося таким чином: 27,2 % — особи молодші 18 років, 61,5 % — особи у віці 18—64 років, 11,3 % — особи у віці 65 років та старші. Медіана віку мешканця становила 39,1 року. На 100 осіб жіночої статі у селищі припадало 97,2 чоловіків;  на 100 жінок у віці від 18 років та старших — 93,2 чоловіків також старших 18 років.
Середній дохід на одне домашнє господарство  становив 106 784 долари США (медіана — 88 866), а середній дохід на одну сім'ю — 120 038 доларів (медіана — 99 337). Медіана доходів становила 70 046 доларів для чоловіків та 47 059 доларів для жінок. За межею бідності перебувало 2,8 % осіб, у тому числі 2,8 % дітей у віці до 18 років та 1,1 % осіб у віці 65 років та старших.
Цивільне працевлаштоване населення становило 11 804 особи. Основні галузі зайнятості: освіта, охорона здоров'я та соціальна допомога — 23,3 %, виробництво — 17,4 %, науковці, спеціалісти, менеджери — 13,4 %, роздрібна торгівля — 11,7 %.